# Muskelcelle
En muskelcelle er en lang og speciel form for celle, som alle muskler er opbygget af. Den er opbygget af adskillige såkaldte myofibriller.
Hver myofibril består af flere sarkomerer, som hovedsageligt indeholder proteinerne myosin og actin, der sidder i en fleksibel gitterkonstruktion så de kan strække og trække sig sammen, når musklen gør det.
Muskelcellen findes i tre slags former:
- Celler i hjertemuskulaturen
- Celler i tværstribet muskulatur
- Celler i glat muskulatur

| Naturvidenskab | Spire Denne naturvidenskabsartikel er en spire som bør udbygges. Du er velkommen til at hjælpe Wikipedia ved at udvide den. |